# Barriopsis fusca
Barriopsis fusca är en svampart som först beskrevs av N.E. Stevens, och fick sitt nu gällande namn av A.J.L. Phillips, A. Alves & Crous 2008. Barriopsis fusca ingår i släktet Barriopsis och familjen Dothidotthiaceae.   Inga underarter finns listade i Catalogue of Life.